# Бокійма
Бокі́йма — село в Україні, у Бокіймівській сільській громаді Дубенського району Рівненської області. Населення становить 1465 осіб. До 2016 — адміністративний центр однойменної сільської ради. Від 2016 — адміністративний центр Бокіймівської сільської громади. Село розташоване на рівнинній території, поблизу річки Іква. Через населений пункт пролягає автомобільний шлях територіального значення Т-1806, яким можна дістатися до Демидівки та Млинова. Автобусне сполучення регулярне.

## Населення
Згідно з переписом УРСР 1989 року чисельність наявного населення села становила 1442 особи, з яких 686 чоловіків та 756 жінок.
За переписом населення України 2001 року в селі мешкало 1465 осіб.

### Мова
Розподіл населення за рідною мовою за даними перепису 2001 року:
| Мова       | Відсоток |
| ---------- | -------- |
| українська | 99,53 %  |
| російська  | 0,41 %   |
| білоруська | 0,07 %   |

## Історія
Територія нинішнього села відноситься до найдавніших заселених територій України. У цій місцевості були мисливсько-рибальські угіддя і запаси кременю, з якого виготовляли знаряддя праці. Племена займалися землеробством і скотарством.
Неподалік від села в урочищі Попівщина знайдено три кургани періоду неоліту (8-6 тис. років тому). Тут були стоянки первісних людей, що свідчать знайдені знаряддя праці — рубила, крем'яні сокири, скрябки. У X столітті землі Волині, куди належала наша місцевість, увійшли до складу. Волинський князь Роман Мстиславович об'єднав Волинські і Галицькі землі в єдине князівство. В 1240 році численні полчища монголо-татар вторглися на землі нашого краю. Ослаблене нападами чужоземців Галицько-Волинське князівство втратило свою незалежність і в 1340 році край був приєднаний до Литви, а після Люблінська унія з 1569 року став частиною Речі Посполитої.
Перша згадка про село відноситься до XVI столітті — «село над річкою Гадкою» дає акт 1545 року, де називається «городня Стаса Єловича село Бокуйма». Там і вказується, що село «Бокуйма держат Грицко и Семен Єловичі». Бокійма згадується ще в 1561, 1563, 1564, 1565, 1569 рр. Після перших відомих власників Стаса, Грицька та Семена Єловичів, село належало Івану і Федорі Бокуємським, які були братом і сестрою. Від їхнього прізвища і пішла назва села Бокуйма, яка проіснувала до 1972 року. Пізніше для милозвучності село стали називати Бокіймою. В Україні другої Бокійми нема. У Бокійми є свої назви дрібних об'єктів. Одну річку, вже зникаючу, у селі називають Гаткою. Друга річка іменується Бродок. В околиці села є три великих кургани, два з яких іменують Лиса гора, Малий горб. Один горб високий і гарної конфігурації, назвали Веселим. До різного часу належать і численні найменування урочищ, які символізують природу місцевості, способи виробництва, імена поселенців — Гивина, Березина, Калиновик, Маркова долина, Самійлові луги.
За даними «Історико-статистичного опису церков та приходів Волинської єпархії» в Бокіймі на 1878 рік діяла церква, освячена на честь Покрови Божої Матері. Збудували храм у 1878 році. Але церкву було зруйновано і відбудовано в 1925—1927 рр.
Біля церкви в 1910 році було встановлено пам'ятник. Побудований він через з поширенням зі сходу холери. Дійство відбулося на свято Марії Магдалени. Холера справді обминула Бокійму, але не обминув безбожний радянський режим. У 60-х роках за вказівкою райкому партії хреста посеред ночі зрізали, потайки вивезли в село Баболоки і вкинули в річку. Та не судилося вмерти святині. Дубовий хрест, потрапивши у мул, майже зовсім не зіпсувався. Уже при незалежній Україні його віднайшли і поставили на попереднє місце.
У 1850—1855 рр. село поповнилось значною кількістю жителів. Це були кріпаки, яких привіз сюди поміщик.
На прилеглих до населеного пункту землях з'явилися присілки.
Красна гірка. На одному з невеликих підвищень над ставком пан Лядохівський побудував палац, посадив садок і ця місцевість стала дуже гарною. Звідси й відповідна назва.
Загребля. Спочатку жителі поселились на території, яка прилягала до греблі, що була побудована на річці. Потім поселення перекинулось за греблю. Відповідно й почали говорити — загребля.
Богданівка виникла після другої світової війни. Першою тут поселилась сім'я Богданів, і це, як бачимо, не пройшло безслідно.
Жителі Бокійми та навколишніх поселень у 1648 році брали участь у боротьбі проти польської шляхти.
На кінець XIX століття село в основному заселяли землероби, стельмахи, бондарі, шевці, ковалі. Населеному пункту належало 2115 га землі. З них 1820 — поміщикам, решта — селянам, котрі змушені були платити податок грішми (подушне) податок за оренду землі в пана, відробітки за випас худоби, за деревину, за помел зерна в панському млині.
У поміській грамоті за 1817 рік сказано, що селяни повинні заплатити пану такий податок: чинш — 30 грошей, панщина-52 дні, дров — 4 вози, вівса — 4 міри, курей — 4 штуки, яєць — 24 штуки,.
Така непосильна повинність викликала обурення в селян. Один із проявів обурення привів до бунту. Організатором виступу наймитів став Олександр Березняк. За це його покарано постриженням в солдати.
Ще одним проявом селянського протесту став підпал поміщицького двора. Натомість граф Лядухівський виселив декілька непокірних сімей на горбисту, лісисту місцевість, що клином входила в їхні володіння. Так виник Клин. Недалеко від села розпочалися лісорозробки. Навколо них поступово виникали поселення робітників. Згодом тут з'явилося село, яке назвала Козирщиною  (село належить до Бокіймівської сільради).
7 (20) листопада 1917 року, відповідно до Третього Універсалу Української Центральної Ради, увійшло до складу Української Народної Республіки.
Після того, як було повалено царизм, у селі створено військово — революційний комітет, керований колишніми матросами В. Рикуном та Л. Гурським. Першим завданням комітету стало захопити та покарати графа Лядухівського. Однак, відчувши небезпеку, граф втік. Тоді розпочався поділ панського майна між селянами. Розроблявся план поділу. На заваді цьому стало багаторічне панування Польщі.
В листопаді 1939 року в селі створено колгосп імені Молотова. Там, де розміщувалася панська економія, зайняла місце МТС. В колективне господарство на кінець 1940 року подали заяви 39 селянських господарств.
У березні 1940 року в Бокіймі трапилася незвична подія- селяни з кінопересувки вперше дивилися кіно. А вже 22 червня 1941 року на околицях населеного пункту з'явилися нацистські окупанти. Колгосп відразу ліквідували. Замість нього створили фільварок, яким управляв дебелий німець Вінкоп. Селяни змушені були платити постачання до німецької армії. Тим, у кого було міцнішим здоров'я, відправляли в Німеччину на каторжні роботи. Слабші здоров′ям мусили працювати в господарстві Вінкопа. На того, хто провинився у фільварку чекало суворе покарання.
У березні 1944 року, відчуваючи поразку, окупанти зібрали до купи кілька десятків жителів, зігнали худобу і направили всю цю колону в сторону Берестечка. Але вислати бокіймівчан до Німеччини не стигли.
Багато жителів села потерпіли з іншого приводу. Характерною є доля родини Закоштуїв. В одну із ночей 1949 року прийшли борці за вільну Україну в хату Закоштуїв. Були одягнені в червоноармійську форму, розмовляли українською. Незабаром з'явилися на подвір'ї люди, теж одягнені в червоноармійську форму. Але мета їхнього приходу була зовсім інша. Марія Павлівна і сестра Галина були заарештовані. Довгі місяці перебували у Дубно в слідчому ізоляторі. Постановою Особливої Наради при МДБ СРСР родину Закоштуїв було ув'язнено на 8 років. У 1989 році сестер Закоштуїв реабілітовано.
В той же повоєнний час в Бокіймі активно ведеться відбудова зруйнованого господарства. Збудували клуб, бібліотеку, школу, кафе, сільмаг, сільраду, кравецьку майстерню, молокоприймальний пункт, три корівники, два свинарники, три вівчарні, дві конюшні, сім телятників, два пташники, дві кормокухні, гараж, млин, кузня, пожежне депо, зерносховище, пилорама, будинки тваринника, цегельна, вага, комісійний магазин, дитячі ясла.
Колгосп набув назву «40-річчя Жовтня». За ним було закріплено 3218 га землі.
Зараз колгосп розпайовано. Створено декілька сільськогосподарських формувань. Це ПП «ДЕМЕТРА» та СБЕ «Україна-Рівне».
Наприкінці XX століття при в'їзді в село з боку Млинова на околиці Бокійми поставили пам'ятник жінці-українці із хлібом в руках. В цьому пам'ятнику по-справжньому втілена щира гостинність бокіймівчан.

## Сучасний стан
Територія Бокіймівської сільської ради становить 3716 га, у тому числі сільськогосподарських угідь — 2691 га, сінокосів — 69 га, пасовищ — 119 га. Всього мешкає на території села 1684 особи, дворів — 579.
Бокійма багата на заклади торгівлі, кооперативних у селі — 4, приватних — 6, є послуги перукаря і швачки.
Частина населення працює у приватному підприємстві «Деметра» яким керує Стельмащук О. П., ще частина жителів працює у ЗОВ «Бокійма-Агро». Жителі села займаються одноосібним господарством, взявши для обробітку свої земельні паї, розмір кожного з яких становить понад 2 гектари. Частина розпайованих земель приватизована. Про ведення одноосібного господарства свідчать такі факти: корів в селі — 328, свиней — 768, коней — 203, тракторів — 43, вантажних автомобілів -11.Водойми села знаходяться в оренді приватного підприємця Куніцкого В. Г.
12 червня 2020 року, відповідно до розпорядження Кабінету Міністрів України № 722-р від «Про визначення адміністративних центрів та затвердження територій територіальних громад Рівненської області», увійшло до складу Бокіймівської сільської громади.
19 липня 2020 року, в результаті адміністративно-територіальної реформи та ліквідації Млинівського району, село увійшло до складу Дубенського району.

## Органи влади
Бокіймівська сільська рада.
Сільський голова Рубиш Микола Геннадійович (на 2016 р.)

## Освіта
- Бокіймівський дошкільний навчальний заклад «Калинка»
- Бокіймівська загальноосвітня школа I—III ступенів.

## Культура

### Публічно-шкільна бібліотека села Бокійма

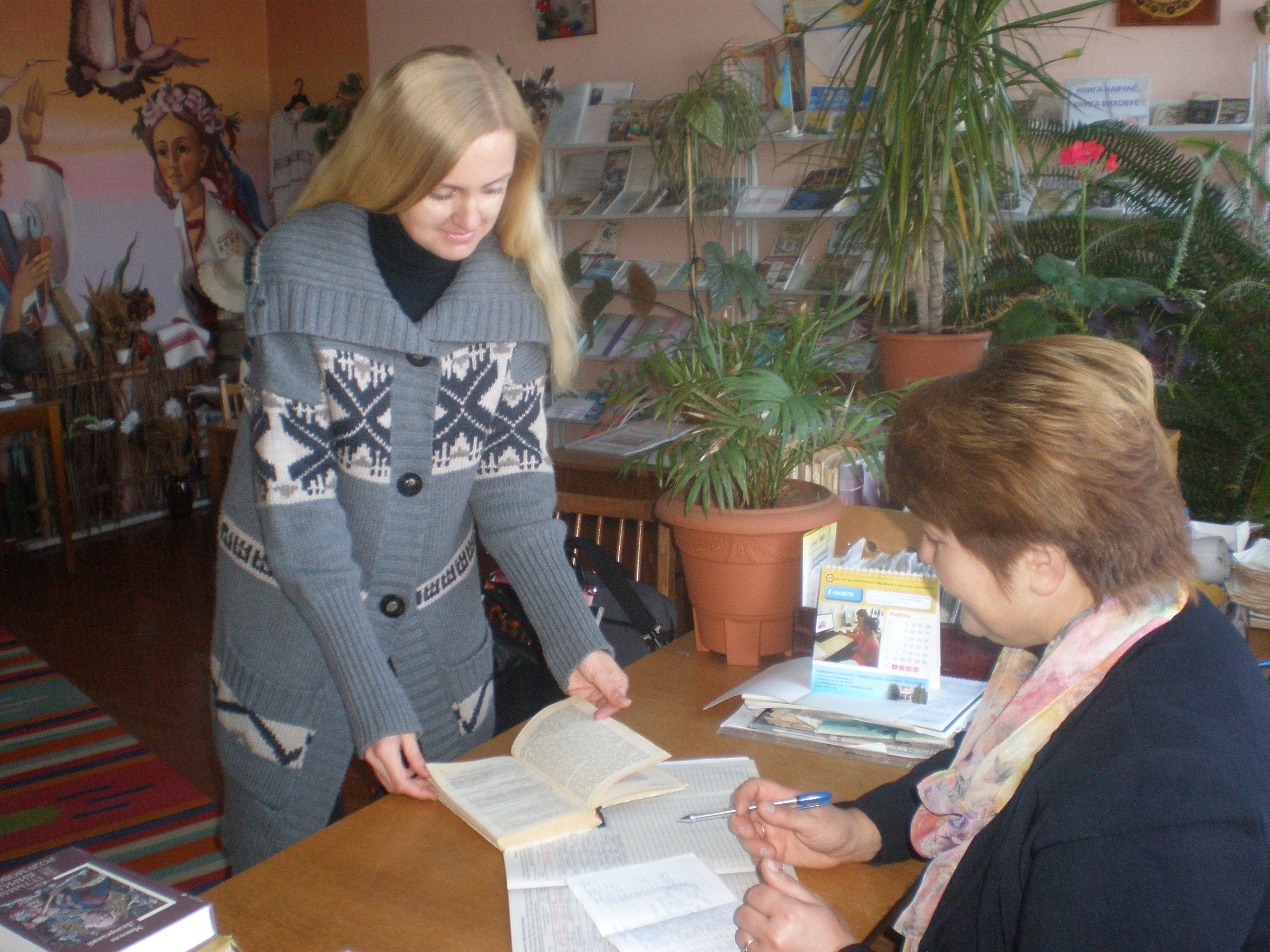
В читальній залі бібліотеки

Навесні 1927 року (за свідченням очевидців) в селі почали організовувати роботу хати-читальні, яка розміщувалася в будинку в центрі села (старе приміщення школи). Тут навчалися грамоти дорослі і читали художню літературу вчителі. Фонд бібліотеки на той час становив понад 120 книг, брошур, газет, журналів. Були тут і твори класиків української літератури: Б. Грінченка, М. Кропивницького, М. Старицького.
У 1940-х роках, коли організовувались колгоспи, для бібліотеки виділили окрему кімнату, а книги видавали працівники контори за сумісництвом. В роки Німецько-радянської війни роботу колгоспної бібліотеки було призупинено, приміщення бібліотеки було зруйновано, багато літератури знищено.
Після війни почалася робота по відродженню бібліотеки: відбудовувалось приміщення, організовувався збір книг у населення. У 1948 році в селі запрацювала бібліотека, яка обслуговувала 500 читачів. Книжковий фонд становив 1005 примірників. Завідувачкою бібліотеки була Олександра Федорівна Троян. Для читачів в той період проводилися голосні читання, організовувались книжкові виставки, оформлялись бібліотечні плакати. На придбання книг для бібліотеки в 1950 році було виділено 500 карбованців.

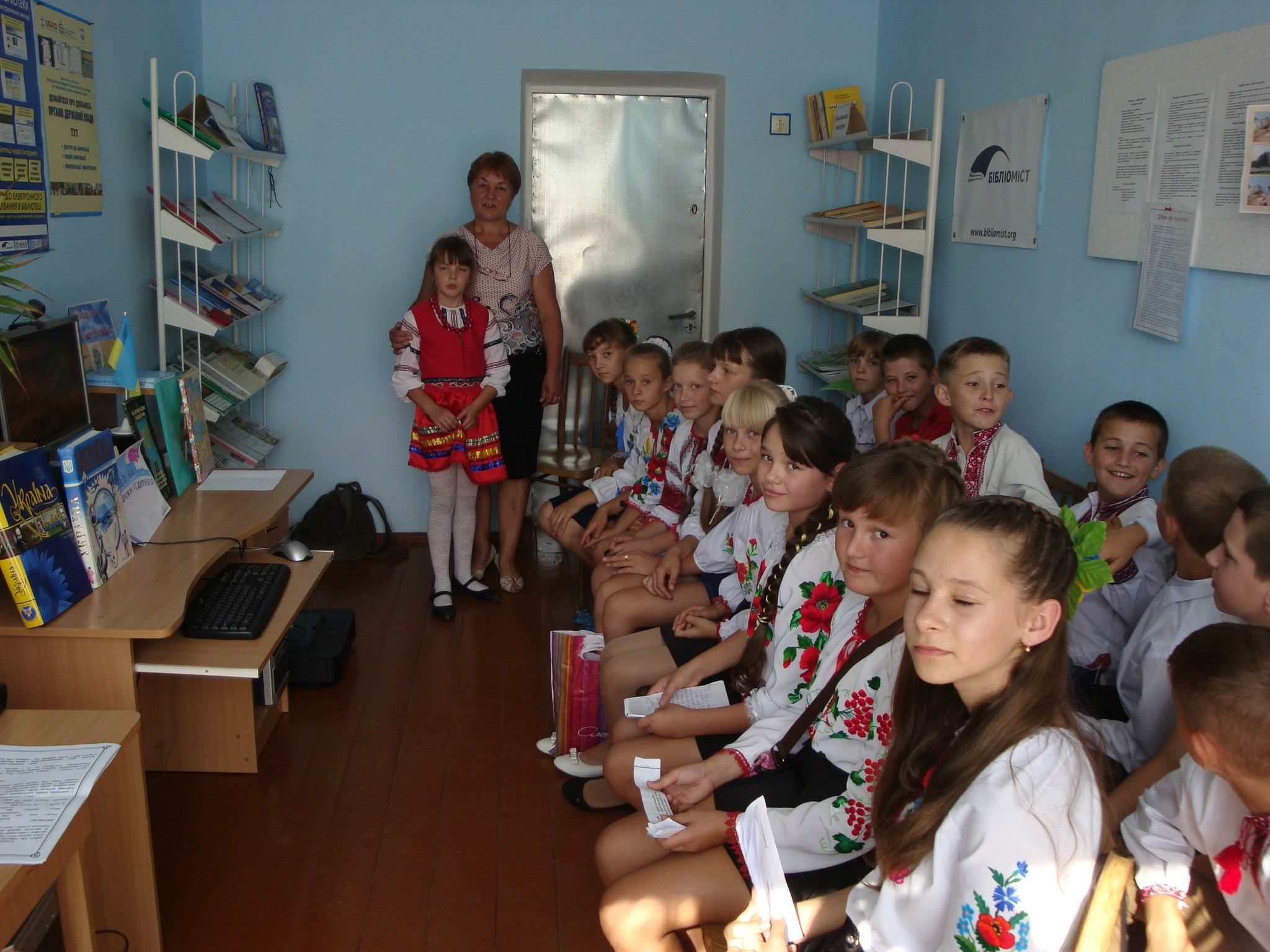
Перший урок в Інтернет-залі бібліотеки

У 1956 році був збудований будинок культури, у якому відведено приміщення для бібліотеки. Розширювався бібліотечний фонд, організовано бібліотечний актив, який допомагав розповсюджувати літературу. Згодом бібліотека стала найкращою в районі. В 1983 році Олександра Федорівна пішла на заслужений відпочинок. ЇЇ праця неодноразово нагороджувалася грамотами, подяками Міністерства культури, Міністерством бібліотечної справи.
В 1981 році на завідування бібліотекою прийшла Галина Тимофіївна Мелех. Значно поповнюється книжковий фонд, що дає можливість організовувати роботу читального залу, абонемента та вільний доступ до книжкового фонду, а він значно зріс і становив уже близько 10 000 примірників книг.
В 2002 році відбулася реорганізації бібліотечної системи: створено публічно-шкільну бібліотеку в селі Бокійма, яка працює й по нині.
В 2010 році, у рамках конкурсу «Організація нових бібліотечних послуг з використанням доступу до Інтернету» від програми «Бібліоміст», у бібліотеці було встановлено 2 комп'ютери з підключенням до мережі Інтернет, принтер, сканер.
Сьогодні до послуг мешканців села: 11 тисяч примірників книг, 10 найменувань журналів та газет. При бібліотеці обладнано народознавчий куточок «Мій рідний край — частина України». Щорічно послугами бібліотеки користується понад 600 читачів.
Працюючи за напрямком «Популяризація книги і читання», у бібліотеці традиційними є свята книги, конкурс «Міс читаність», КВК, вікторини тощо. Бібліотекою проводиться видавнича діяльність (буклети «Відомі люди села», «Інноваційні технології в бібліотеці» та ін.).

## Медицина
В селі знаходиться амбулаторія сімейної медицини (Головний лікар Сергійчук Микола Леонідович; 2015 рік).

## Релігія

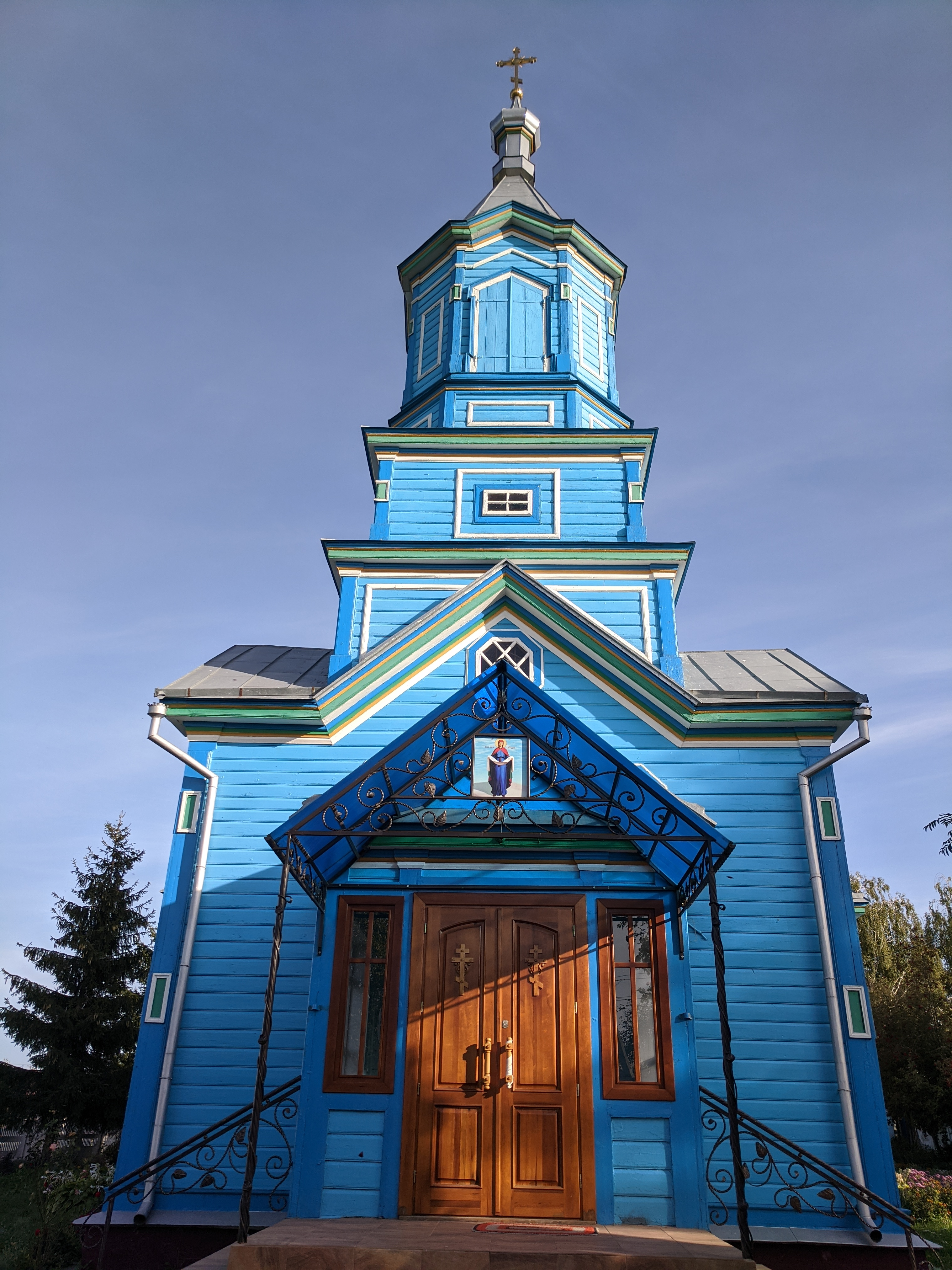
Покровська церква (дер.), с. Бокійма

Свято-Покровська церква Української Православної Церкви.
Дім молитви Християн Віри Євангельської.

## Відомі люди
- 19 липня 1985 року у Бокіймі народився Володимир Гоменюк — український футболіст, нападник футбольного клубу «Металіст» Харків та Національної збірної України.